# Thakle
Thakle (en népalais : थाक्ले) est un comité de développement villageois du Népal situé dans le district d'Okhaldhunga. Au recensement de 2011, il comptait 2 828 habitants.